# クラスネ - ピドヴォロチスク線
クラスネ - ピドヴォロチスク線（宇: Залізнична Красне–Підволочиськ）はクラスネとピドヴォロチスクを結ぶ、ウクライナの幹線鉄道である。ピドヴォロチスクでは南部のフメリニツキーおよびオデッサ方面の路線がこの路線を継承する。この路線は電化されて、線路のゲージは広軌（1,520mm）である。この路線の運用は、ウクライナの鉄道、特にリヴィウ鉄道（宇: Львівська залізниця）が担当している。

## 歴史

### ガリツィア・カール・ルートヴィヒ鉄道

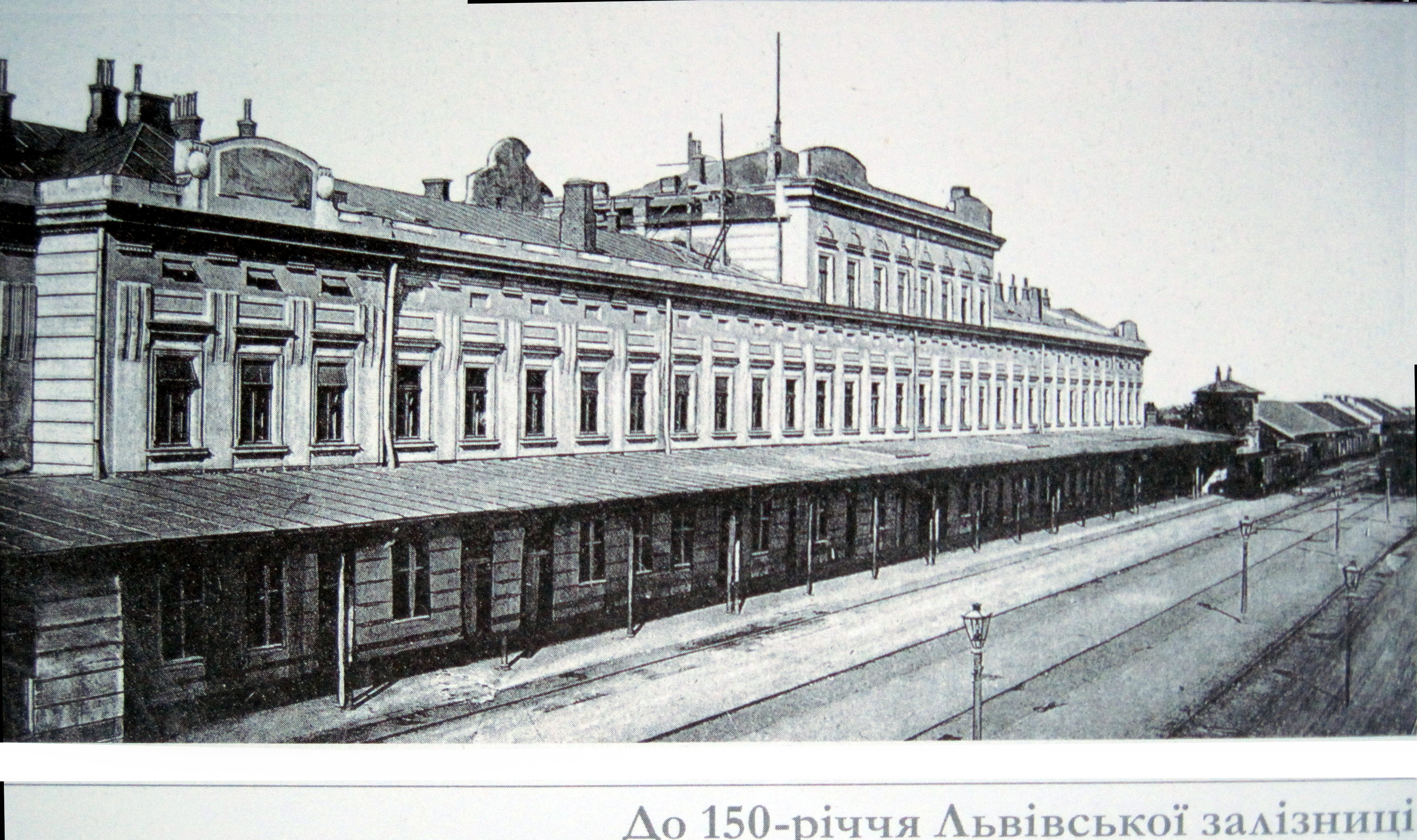
1900年頃のピドヴォロチスク駅舎

この路線とリヴィウ - ブロディ線の建設について、帝国特認ガリツィア・カール・ルートヴィヒ鉄道（独: k.k. priv. Galizische Carl Ludwig-Bahn, CLB）が建設許可を1867年5月15日すでに獲得した。ガリツィア公国の大規模な洪水のため、工事は同年8月に開始されて、この路線はいくつかの段階で開通された。クラスネ - ゾーロチウ区間はブローディ方面鉄道の支線としてともに建設され、1869年7月12日に開通された。1870年12月22日にこの路線はタルノーポールまで延長されて、1871年10月4日に残りのタルノーポール - ポドヴォロチスカ（今のピドヴォロチスク）区間が開業されて、ロシアの鉄道網と連結された。CLBの鉄道はオーストリアで一般的な標準軌で建設されたので、ロシアへ進入るす場合、連続的な列車運行は不可能であった。その故に、貨物はポドヴォロチスカ駅で他の貨車に移られて、旅行者・乗客は列車を乗り換えねばならなかった。大のリロードおよび乗り換え駅がその駅で形成された。
一方ボルキ・ヴィールキー＝グルジマローウ地方鉄道（独: Lokalbahn Borki Wielkie–Grzymalów）には1896年3月23日に建設許可が与えられた。その区間はよく年8月12日に開通されて、オーストリア帝国鉄道により運営された。

### ポーランド国鉄おとび占領国の鉄道
第一次世界大戦の終結後、ポドヴォロチスカの国境線西側はポーランド国鉄に、国境線東側はソビエト連邦鉄道（露: Советские железные дороги, СЖД）にそれぞれ引き受けられた。両国の直通運転は中止されて、列車はそれぞれの国境駅まで運行された。
1939年に第二次世界大戦の勃発直前にソビエト連邦がポーランド東部を占領したため、路線の西部もソ連鉄道の所有となり、すぐに路線はロシア広軌（1520 mm）に変更された。しかし線路の軌間は、1941年に発生したドイツとソ連の戦争の後で、標準軌に戻されて、この路線はドイツ国営鉄道傘下の東部鉄道（Ostbahn）に属することとなった。同時に、戦略的な目的で、既存の単線線路に二番目の線路が追加された。

### 第二次世界大戦の終戦後
第二次世界大戦の終結後、この路線はソ連鉄道によって取り戻された。ソ連鉄道は路線全体を広軌に復元した。
1991年にウクライナ鉄道がこの路線を引き受けて、その路線網に組み入れた。リヴィウ方面の接続路線が改修された結果、クラスネ - テルノーピリ区間およびテルノーピリ - フメリニツキー区間は1995年から1998年までの期間で完全に電化された。

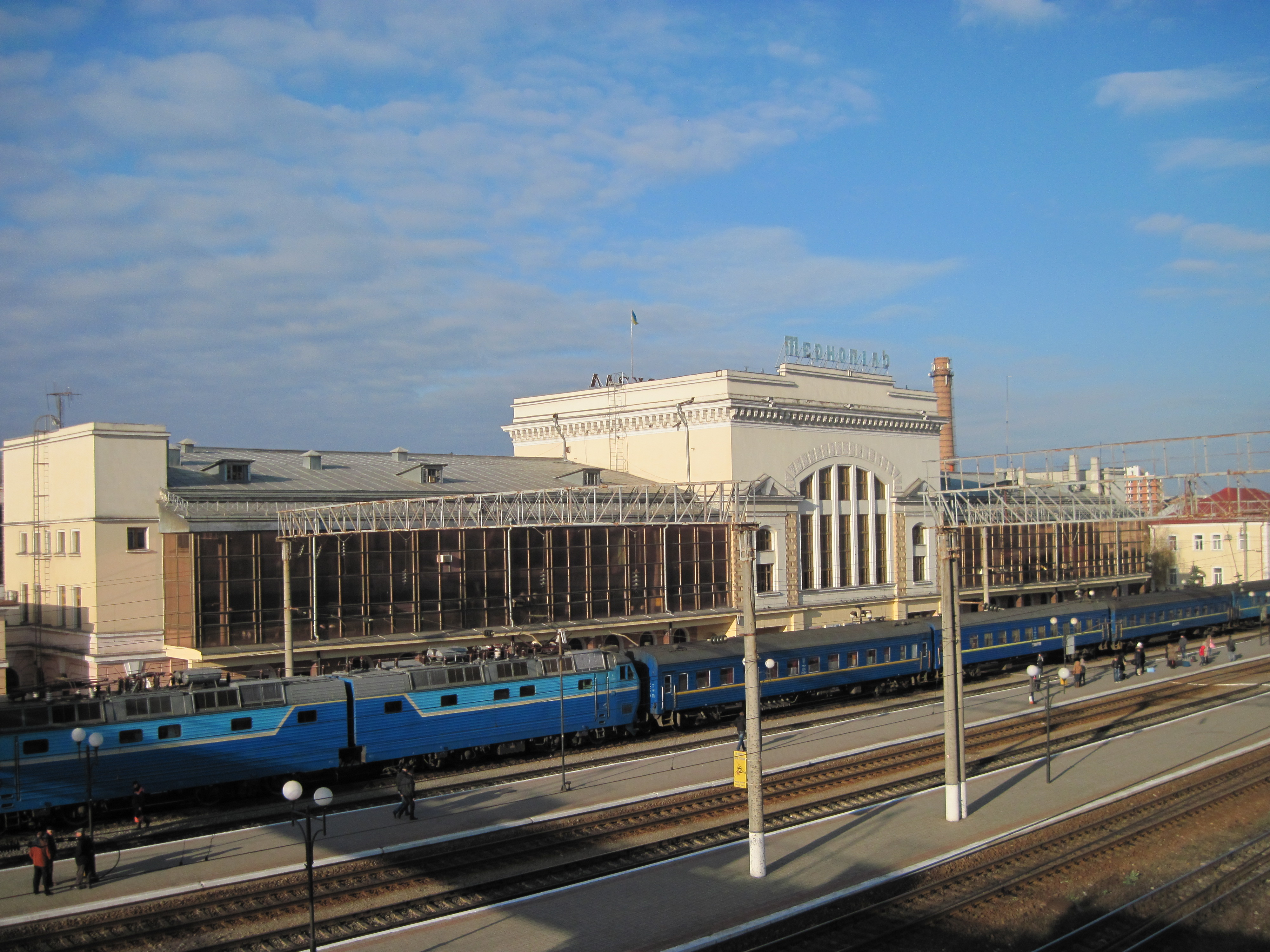
テルノーピリ駅舎
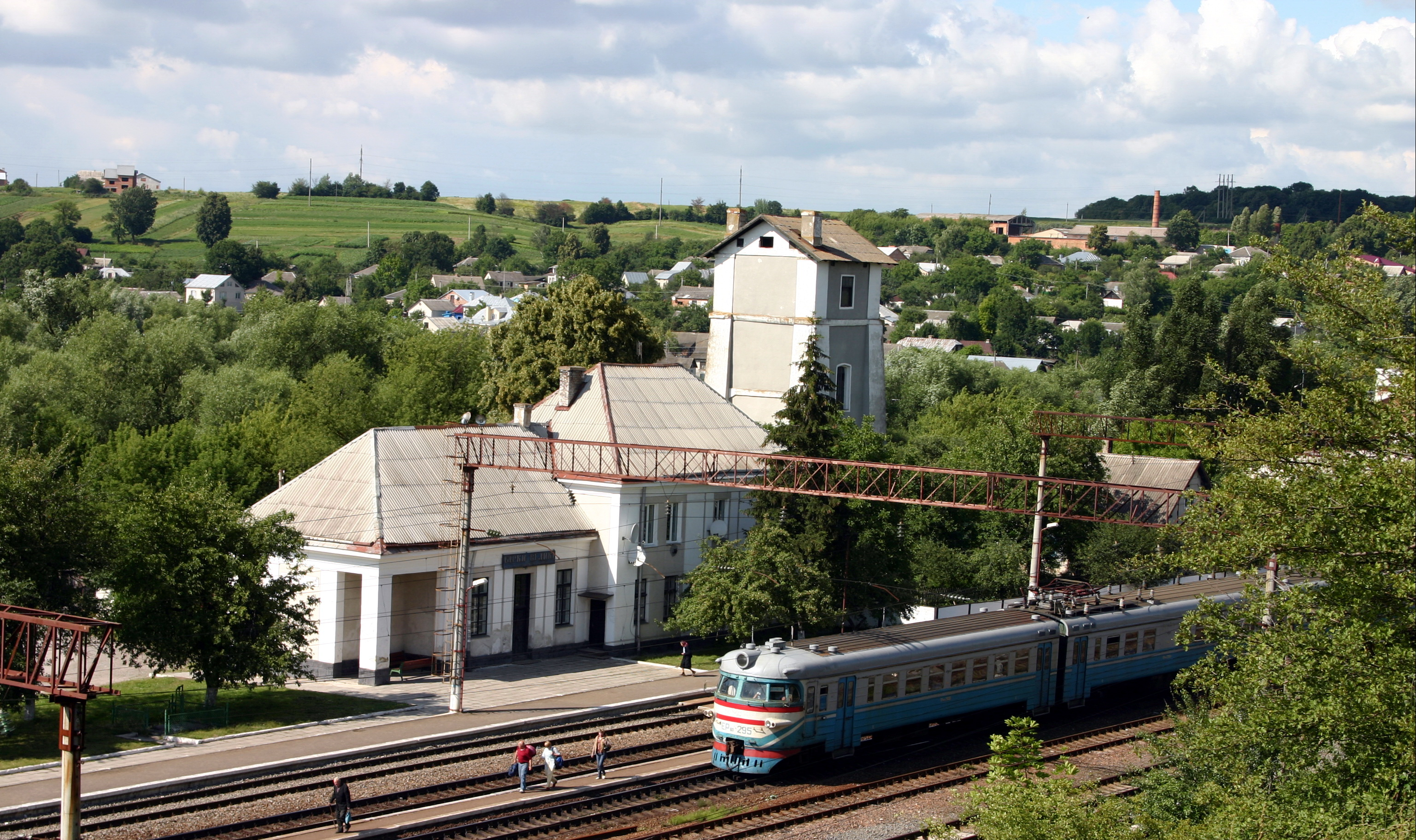
ヴェリキー・ビルキー駅